# ماهیچه بالی درونی
ماهیچه بالی درونی (انگلیسی: Medial pterygoid muscle) کار بستن فک‌ها را برعهده دارد.
خاستگاه آن رویه داخلی صفحه بالی جانبی، و دکمه (tuber) آرواره بالایی و پیوندگاه‌اش رویه داخلی شاخه (راموس) و زاویه آرواره پایینی است. عصب‌گیری آن از عصب زیرواره‌ای (ماندیبولر) است.

## نگارخانه

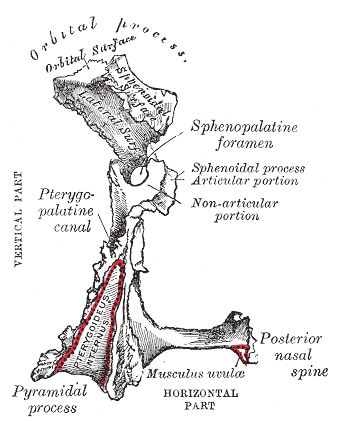
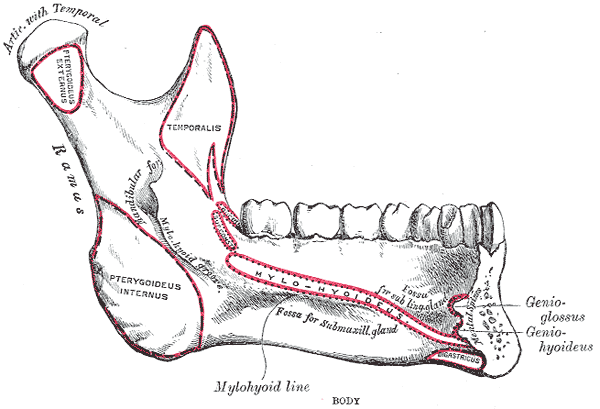
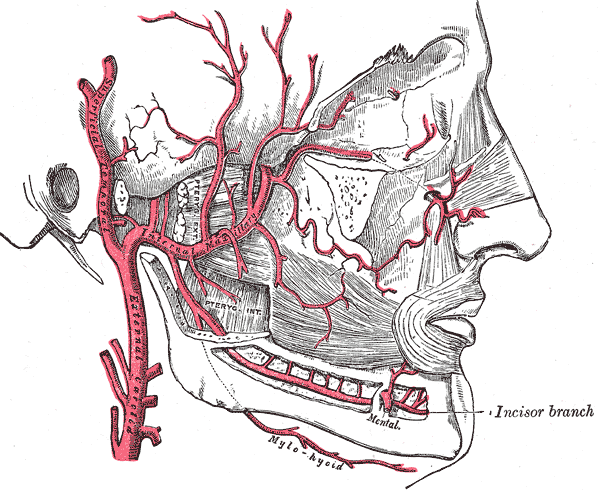
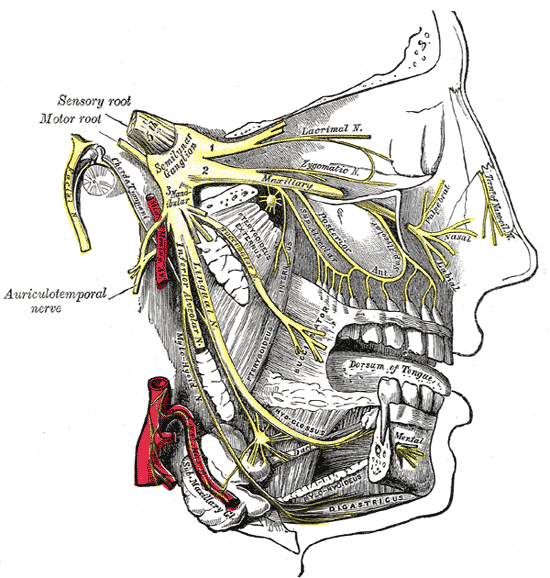
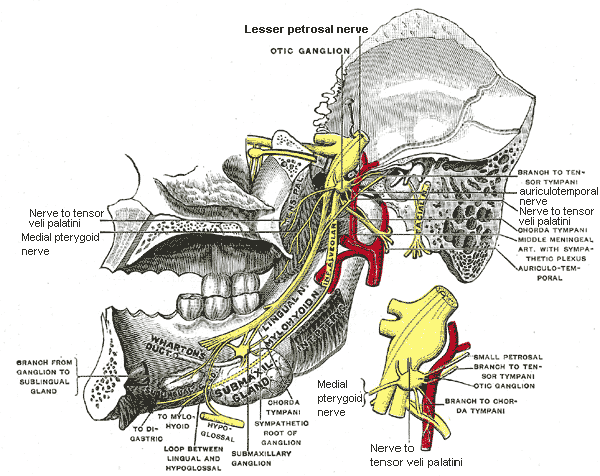
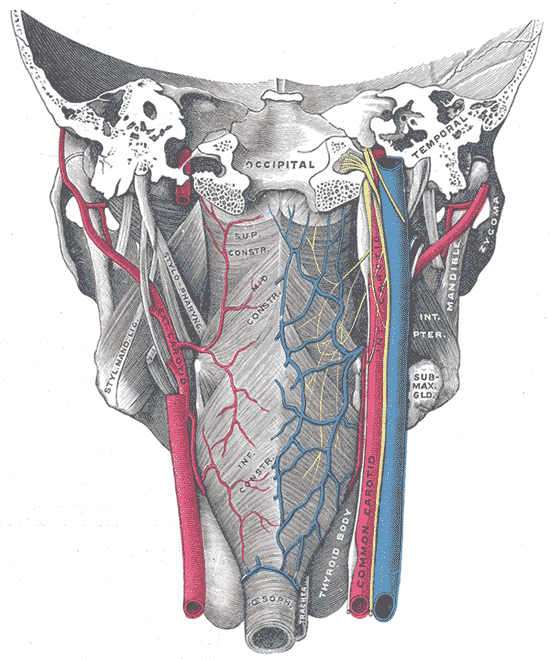
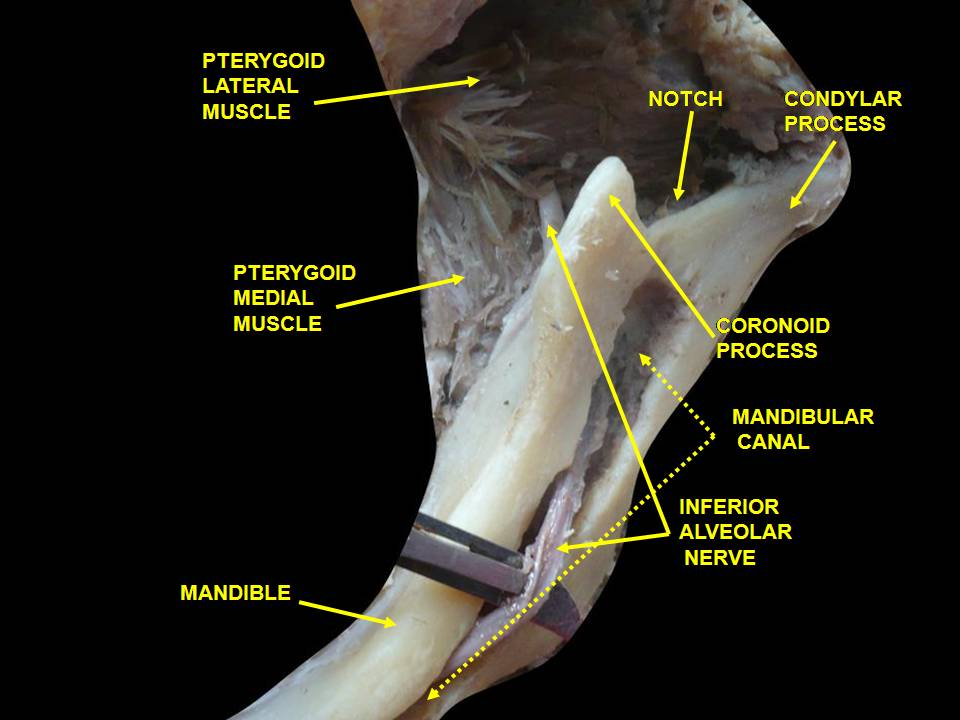